# Velykyï Bourlouk (Donets)
La Velykyï Bourlouk (en russe : Великий Бурлук) ; (en ukrainien : Великий Бурлук) est une rivière d'Ukraine, affluente de rive gauche du Donets, dans le bassin hydrographique du fleuve Don. Elle s'écoule intégralement dans l'oblast de Kharkiv.

## Géographie
La rivière Velykyï Bourlouk prend sa source au niveau de la localité de Malyi Burluk, au nord de l'oblast de Kharkiv. Après un parcours de 93 kilomètres, elle se jette dans la rivière Donets au niveau de la localité de Pechenihy. Son bassin versant couvre une superficie de 1130 km².